# Помисли жељу
Помисли жељу је седми албум Драгане Мирковић, издат је 1990. године.
Последњи албум са Јужним ветром, незадовољна оним што су јој нудили у даљој сарадњи, одлучује да настави сама ка нечему другачијем и модернијем. И ако се осетило да је овај албум за нијансу слабији од претходног, код публике је одлично прошао. Одржала је концерт у Бугарској на стадиону „Левски” пред преко 50.000 људи. Занимљиво је да се у реклами, певајући „Мамина и татина” појавила са велом преко лица, што је публику навело да помисли да се можда удаје. Поред песме „Мамина и татина” издвојиле су се иː „Цвете мој” и „Хоћеш, хоћеш погледаћеш” а „Јелени кошуте љубе” и „Опрости што ти сметам” су понеле епитете највећих Драганиних балада.

## Списак песама
1. Мамина и татина 
(М.М. Илић - Д. Јелута)
2. Нико те, нико, не зна 
(М.М. Илић - В. Петковић)
3. Јелени кошуте љубе 
(М.М. Илић - М. Радомировић)
4. Цвете мој 
(М.М. Илић - М. Радомировић)
5. Помисли жељу 
(М.М. Илић - М. Радомировић)
6. Не плаче се за јунаком 
(М.М. Илић - Н. Грбић)
7. Опрости што ти сметам 
(М.М. Илић - С. Спасић)
8. Хоћеш, хоћеш, погледаћеш 
(М.М. Илић - М. Радомировић)
9. Лажно грлиш, лажно љубиш 
(М.М. Илић)

Аранжманиː М.М. Илић, С. Бојић, П. Здравковић